# Fresnay-le-Comte
Fresnay-le-Comte és un municipi francès, situat al departament de l'Eure i Loir i a la regió de Centre – Vall del Loira. L'any 2007 tenia 315 habitants.

## Demografia

### Població
El 2007 la població de fet de Fresnay-le-Comte era de 315 persones. Hi havia 118 famílies, de les quals 24 eren unipersonals (4 homes vivint sols i 20 dones vivint soles), 31 parelles sense fills, 59 parelles amb fills i 4 famílies monoparentals amb fills.
La població ha evolucionat segons el següent gràfic:
Habitants censats

### Habitatges
El 2007 hi havia 135 habitatges, 118 eren l'habitatge principal de la família, 6 eren segones residències i 11 estaven desocupats. 134 eren cases i 1 era un apartament. Dels 118 habitatges principals, 99 estaven ocupats pels seus propietaris, 18 estaven llogats i ocupats pels llogaters i 1 estava cedit a títol gratuït; 1 tenia dues cambres, 14 en tenien tres, 38 en tenien quatre i 65 en tenien cinc o més. 112 habitatges disposaven pel capbaix d'una plaça de pàrquing. A 45 habitatges hi havia un automòbil i a 58 n'hi havia dos o més.

### Piràmide de població
La piràmide de població per edats i sexe el 2009 era:
| Homes | Edats   | Dones |
| ----- | ------- | ----- |
| 0     | 95 o +  | 0     |
| 0     | 90 a 94 | 0     |
| 0     | 85 a 89 | 4     |
| 0     | 80 a 84 | 4     |
| 0     | 75 a 79 | 4     |
| 4     | 70 a 74 | 12    |
| 16    | 65 a 69 | 12    |
| 0     | 60 a 64 | 4     |
| 0     | 55 a 59 | 0     |
| 0     | 50 a 54 | 4     |
| 16    | 45 a 49 | 4     |
| 24    | 40 a 44 | 20    |
| 24    | 35 a 39 | 12    |
| 16    | 30 a 34 | 20    |
| 0     | 25 a 29 | 8     |
| 4     | 20 a 24 | 4     |
| 20    | 15 a 19 | 16    |
| 12    | 10 a 14 | 4     |
| 8     | 5 a 9   | 16    |
| 8     | 0 a 4   | 4     |

## Economia
El 2007 la població en edat de treballar era de 195 persones, 164 eren actives i 31 eren inactives. De les 164 persones actives 152 estaven ocupades (87 homes i 65 dones) i 12 estaven aturades (4 homes i 8 dones). De les 31 persones inactives 10 estaven jubilades, 11 estaven estudiant i 10 estaven classificades com a «altres inactius».

### Ingressos
El 2009 a Fresnay-le-Comte hi havia 132 unitats fiscals que integraven 363 persones, la mediana anual d'ingressos fiscals per persona era de 19.351 €.

### Activitats econòmiques
Dels 12 establiments que hi havia el 2007, 1 era d'una empresa extractiva, 1 d'una empresa de fabricació de material elèctric, 1 d'una empresa de fabricació d'altres productes industrials, 2 d'empreses de construcció, 2 d'empreses de comerç i reparació d'automòbils, 3 d'empreses de transport, 1 d'una empresa d'informació i comunicació i 1 d'una empresa de serveis.
Dels 2 establiments de servei als particulars que hi havia el 2009, 1 era una fusteria i 1 lampisteria.
L'any 2000 a Fresnay-le-Comte hi havia 11 explotacions agrícoles que ocupaven un total de 848 hectàrees.

## Equipaments sanitaris i escolars
El 2009 hi havia una escola elemental integrada dins d'un grup escolar amb les comunes properes formant una escola dispersa.

## Poblacions més properes
El següent diagrama mostra les poblacions més properes.